# The Voice Portugal (5.ª edição)
A quinta edição do programa The Voice Portugal estreou a 10 de setembro de 2017 na RTP1. O programa é apresentado por Catarina Furtado e Vasco Palmeirim, tendo como repórter de exterior e de bastidores Jani Gabriel. O grupo de mentores permaneceu constituído por Mickael Carreira, Marisa Liz, Aurea e Anselmo Ralph.
A Final do programa foi disputada entre Ana Paula Rada (Equipa Aurea), Inês Simões (Equipa Mickael), Kátia Moreira (Equipa Anselmo) e Tomás Adrião (Equipa Marisa). Tomás Adrião foi coroado o vencedor e Marisa Liz foi a primeira mentora feminina a vencer uma edição do programa.

## Equipas
No final das Provas Cegas, cada equipa teve  na sua constituição 14 concorrentes, com exceção da equipa de Mickael Carreira, que teve apenas 13. Foi noticiado mais tarde que o 14.º elemento da equipa de Mickael foi afastado da competição devido a estar envolvido em outras produções da RTP, o que poderia gerar conflitos no decorrer do programa. O número de concorrentes foi acertado na fase de Batalhas: cada mentor avançou para os Tira-Teimas com uma equipa de 8 concorrentes.
| Vencedor(a) Segundo lugar Terceiro lugar Quarto lugar Eliminado(a) nas Galas ao vivo | Eliminado(a) nos Tira-Teimas Roubado(a) nas Batalhas Eliminado(a) após estar na Sala do Tudo ou Nada Eliminado(a) nas Batalhas Abandonou a competição |

| Mickael Carreira                                                                                |                   |                     |                   |                   |
| Inês Simões                                                                                     | Fábio Mouzinho    | Simão Quintans      | Salomé Caldeira   | Carolina Martins  |
| Diogo Lima                                                                                      | Jéssica Meireles  | Tiago Silva         | Vanessa Coelho    | João Miguel       |
| Fábio Gouveia                                                                                   | Inês & Jorge      | Maria Luiza Ribeiro | Rosa Silva        | Pedro Rafael      |
| Marisa Liz                                                                                      |                   |                     |                   |                   |
| Tomás Adrião                                                                                    | Tiago Nacarato    | Ricardo Barroso     | Ricardo Neiva     | Afonso Teixeira   |
| Cristiana Santos                                                                                | Inês Barroso      | Sofia Li            | Frederico Madeira | Inês Viana        |
| Fábio Vilas Boas                                                                                | Filipa Paula      | Laura Macedo        | Margarida Marques | Margarida Martins |
| Aurea                                                                                           |                   |                     |                   |                   |
| Ana Paula                                                                                       | Cláudia Pascoal   | Joaquim Cabral      | Diana Lucas       | Bruna Moreira     |
| Catalina Borozan                                                                                | Frederico Madeira | Pedro Seabra        | Simão Quintans    | Juliana Ignácio   |
| Diana Macário                                                                                   | Paulo Gonçalves   | Mariana Henriques   | Marlene Fernandes | Salvador Simão    |
| Anselmo Ralph                                                                                   |                   |                     |                   |                   |
| Kátia Moreira                                                                                   | Marta Pinto       | Telma Domingues     | Vanessa Coelho    | Beatriz Felizardo |
| José Valente                                                                                    | Kaio Deodato      | Laura Neves         | Cristiana Santos  | Maria Amaral      |
| Mauro Silva                                                                                     | Bárbara Caria     | Célia Lawson        | Jorge Batista     | Raquel Ribeiro    |
| Nota: Concorrentes roubados estão em itálico (nomes riscados na equipa de onde foram roubados). |                   |                     |                   |                   |

## Provas Cegas
Legenda:

### 1.º Episódio (10 de setembro)
| Ordem | Concorrente       | Idade | Canção                     | Escolha dos mentores e dos concorrentes | Escolha dos mentores e dos concorrentes | Escolha dos mentores e dos concorrentes | Escolha dos mentores e dos concorrentes |
| Ordem | Concorrente       | Idade | Canção                     | Mickael                                 | Marisa                                  | Aurea                                   | Anselmo                                 |
| ----- | ----------------- | ----- | -------------------------- | --------------------------------------- | --------------------------------------- | --------------------------------------- | --------------------------------------- |
| 1     | Inês Simões       | 20    | "I Have Nothing"           | ✔                                       | ✔                                       | ✔                                       | ✔                                       |
| 2     | António e Alfredo |       | "Meu Menino É D'Oiro"      | —                                       | —                                       | —                                       | —                                       |
| 3     | Tiago Nacarato    | 27    | "Onde Anda Você"           | ✔                                       | ✔                                       | ✔                                       | ✔                                       |
| 4     | Marlene Fernandes | 28    | "When a Man Loves a Woman" | —                                       | ✔                                       | ✔                                       | ✔                                       |
| 5     | Cristiana Santos  | 21    | "I'd Rather Go Blind"      | —                                       | —                                       | —                                       | ✔                                       |
| 6     | André Codinha     |       | "Just a Gigolo"            | —                                       | —                                       | —                                       | —                                       |
| 7     | Salomé Caldeira   | 24    | "I Feel It Coming"         | ✔                                       | ✔                                       | ✔                                       | ✔                                       |
| 8     | Inês Paulo        |       | "Who's Lovin' You"         | —                                       | —                                       | —                                       | —                                       |
| 9     | Afonso Teixeira   | 19    | "Shape of You"             | ✔                                       | ✔                                       | —                                       | ✔                                       |
| 10    | Margarida Martins | 23    | "Riptide"                  | ✔                                       | ✔                                       | —                                       | —                                       |
| 11    | Fábio Mouzinho    | 18    | "Hometown Glory"           | ✔                                       | —                                       | ✔                                       | ✔                                       |
| 12    | Monica Besser     |       | "I Was Born to Love You"   | —                                       | —                                       | —                                       | —                                       |
| 13    | Ana Paula Rada    | 15    | "O Mio Babbino Caro"       | ✔                                       | ✔                                       | ✔                                       | ✔                                       |

### 2.º Episódio (17 de setembro)
| Ordem | Concorrente      | Idade | Canção                     | Escolha dos mentores e dos concorrentes | Escolha dos mentores e dos concorrentes | Escolha dos mentores e dos concorrentes | Escolha dos mentores e dos concorrentes |
| Ordem | Concorrente      | Idade | Canção                     | Mickael                                 | Marisa                                  | Aurea                                   | Anselmo                                 |
| ----- | ---------------- | ----- | -------------------------- | --------------------------------------- | --------------------------------------- | --------------------------------------- | --------------------------------------- |
| 1     | Mariana Moreira  | 17    | "One Night Only"           | —                                       | —                                       | —                                       | —                                       |
| 2     | Laura Neves      | 21    | "Think Of Me"              | ✔                                       | —                                       | —                                       | ✔                                       |
| 3     | Salvador Simão   | 16    | "Give Me Love"             | ✔                                       | ✔                                       | ✔                                       | ✔                                       |
| 4     | Jéssica Maia     | 17    | "The Story"                | —                                       | —                                       | —                                       | —                                       |
| 5     | Inês Barroso     | 18    | "Cry Me a River"           | ✔                                       | ✔                                       | —                                       | —                                       |
| 6     | Carolina Martins | 15    | "Rise Up"                  | ✔                                       | —                                       | —                                       | ✔                                       |
| 7     | Bárbara Caria    | 19    | "My Love is Drunk"         | —                                       | —                                       | —                                       | ✔                                       |
| 8     | Gonçalo Santos   |       | "High Hopes"               | —                                       | —                                       | —                                       | —                                       |
| 9     | Sofia Li         | 19    | "City of Stars"            | ✔                                       | ✔                                       | ✔                                       | ✔                                       |
| 10    | Tomás Adrião     | 17    | "Come Together"            | —                                       | ✔                                       | —                                       | —                                       |
| 11    | Bruna Moreira    | 16    | "Get Here"                 | —                                       | —                                       | ✔                                       | ✔                                       |
| 12    | Luís Marvão      | 25    | "I Can't Make You Love Me" | —                                       | —                                       | —                                       | —                                       |
| 13    | Filipa Paula     | 20    | "I Put a Spell on You"     | ✔                                       | ✔                                       | —                                       | —                                       |
| 14    | Diana Lucas      | 30    | "No Teu Poema"             | ✔                                       | ✔                                       | ✔                                       | ✔                                       |

### 3.º Episódio (24 de setembro)
| Ordem | Concorrente       | Idade   | Canção                             | Escolha dos mentores e dos concorrentes | Escolha dos mentores e dos concorrentes | Escolha dos mentores e dos concorrentes | Escolha dos mentores e dos concorrentes |
| Ordem | Concorrente       | Idade   | Canção                             | Mickael                                 | Marisa                                  | Aurea                                   | Anselmo                                 |
| ----- | ----------------- | ------- | ---------------------------------- | --------------------------------------- | --------------------------------------- | --------------------------------------- | --------------------------------------- |
| 1     | Frederico Madeira | 38      | "Rua do Capelão"                   | ✔                                       | ✔                                       | ✔                                       | ✔                                       |
| 2     | Raquel Faria      | 20      | "Skyfall"                          | —                                       | —                                       | —                                       | —                                       |
| 3     | Kátia Moreira     | 36      | "Why Don't You Do Right"           | ✔                                       | ✔                                       | ✔                                       | ✔                                       |
| 4     | Diogo Lima        | 40      | "Where the Streets Have No Name"   | ✔                                       | —                                       | —                                       | ✔                                       |
| 5     | Arlete Ramos      | 33      | "Summertime"                       | —                                       | —                                       | —                                       | —                                       |
| 6     | Inês & Jorge      | 21 & 22 | "How Deep is Your Love"            | ✔                                       | ✔                                       | —                                       | —                                       |
| 7     | Tiago Silva       | 24      | "I Heard It Through the Grapevine" | ✔                                       | —                                       | —                                       | —                                       |
| 8     | Mariana Henriques | 21      | "At Last"                          | ✔                                       | ✔                                       | ✔                                       | —                                       |
| 9     | Salomé Fonseca    | 26      | "Flagrante"                        | —                                       | —                                       | —                                       | —                                       |
| 10    | Telma Domingues   | 24      | "Feeling Good"                     | ✔                                       | —                                       | ✔                                       | ✔                                       |
| 11    | João Miguel       | 19      | "Por quem não Esqueci"             | ✔                                       | —                                       | —                                       | ✔                                       |
| 12    | Sandra Henriques  | 39      | "Highway to Hell"                  | —                                       | —                                       | —                                       | —                                       |
| 13    | Catalina Borozan  | 20      | "I Put a Spell on You"             | ✔                                       | —                                       | ✔                                       | —                                       |
| 14    | Cláudia Pascoal   | 23      | "Dream a Little Dream of Me"       | ✔                                       | ✔                                       | ✔                                       | ✔                                       |

### 4.º Episódio (8 de outubro)
| Ordem | Concorrente       | Idade | Canção                                    | Escolha dos mentores e dos concorrentes | Escolha dos mentores e dos concorrentes | Escolha dos mentores e dos concorrentes | Escolha dos mentores e dos concorrentes |
| Ordem | Concorrente       | Idade | Canção                                    | Mickael                                 | Marisa                                  | Aurea                                   | Anselmo                                 |
| ----- | ----------------- | ----- | ----------------------------------------- | --------------------------------------- | --------------------------------------- | --------------------------------------- | --------------------------------------- |
| 1     | Juliana Ignácio   | 17    | "The Greatest Love of All"                | —                                       | —                                       | ✔                                       | ✔                                       |
| 2     | Mauro Silva       | 36    | "Time To Say Goodbye"                     | —                                       | —                                       | —                                       | ✔                                       |
| 3     | Rosa Silva        | 15    | "One and Only"                            | ✔                                       | ✔                                       | ✔                                       | ✔                                       |
| 4     | Salomé Machado    | 22    | "Me and Bobby McGee"                      | —                                       | —                                       | —                                       | —                                       |
| 5     | Fábio Gouveia     | 27    | "Papaoutai"                               | ✔                                       | —                                       | —                                       | ✔                                       |
| 6     | Beatriz Felizardo | 19    | "Cigano"                                  | —                                       | —                                       | —                                       | ✔                                       |
| 7     | Filipa Silva      | 18    | "It's a Man's Man's Man's World"          | —                                       | —                                       | —                                       | —                                       |
| 8     | Joaquim Cabral    | 19    | "Ain't no Sunshine"                       | ✔                                       | ✔                                       | ✔                                       | ✔                                       |
| 9     | Ana Teixeira      | 19    | "Take a Bow"                              | —                                       | —                                       | —                                       | —                                       |
| 10    | Jéssica Meireles  | 20    | "Ave Maria"                               | ✔                                       | —                                       | ✔                                       | —                                       |
| 11    | Laura Macedo      | 33    | "I'd Rather Go Blind"                     | —                                       | ✔                                       | —                                       | —                                       |
| 12    | André Oliveira    | 19    | "This Town"                               | —                                       | —                                       | —                                       | —                                       |
| 13    | Ricardo Neiva     | 20    | "Million Reasons"                         | ✔                                       | ✔                                       | ✔                                       | ✔                                       |
| 14    | Vanessa Coelho    | 17    | "(You Make Me Feel Like) A Natural Woman" | ✔                                       | ✔                                       | ✔                                       | ✔                                       |

### 5.º Episódio (15 de outubro)
| Ordem | Concorrente       | Idade | Canção                       | Escolha dos mentores e dos concorrentes | Escolha dos mentores e dos concorrentes | Escolha dos mentores e dos concorrentes | Escolha dos mentores e dos concorrentes |
| Ordem | Concorrente       | Idade | Canção                       | Mickael                                 | Marisa                                  | Aurea                                   | Anselmo                                 |
| ----- | ----------------- | ----- | ---------------------------- | --------------------------------------- | --------------------------------------- | --------------------------------------- | --------------------------------------- |
| 1     | Pedro Seabra      | 25    | "Senhora do Livramento"      | ✔                                       | ✔                                       | ✔                                       | ✔                                       |
| 2     | Inês Viana        | 25    | "At Last"                    | —                                       | ✔                                       | —                                       | ✔                                       |
| 3     | Cláudio Pacheco   | 18    | "Wake Me Up"                 | —                                       | —                                       | —                                       | —                                       |
| 4     | Paulo Gonçalves   | 18    | "Sexy and I Know It"         | ✔                                       | ✔                                       | ✔                                       | ✔                                       |
| 5     | Raquel Ribeiro    | 24    | "Whole Lotta Love"           | —                                       | —                                       | —                                       | ✔                                       |
| 6     | Ferr Martin       |       | "Tutti Frutti"               | —                                       | —                                       | —                                       | —                                       |
| 7     | Marta Pinto       | 16    | "River Deep - Mountain High" | ✔                                       | —                                       | ✔                                       | ✔                                       |
| 8     | Jéssica Gradil    | 17    | "Bom Feeling"                | —                                       | —                                       | —                                       | —                                       |
| 9     | Margarida Marques | 17    | "Pompeii"                    | —                                       | ✔                                       | ✔                                       | —                                       |
| 10    | Jorge Batista     | 22    | "Proud Mary"                 | —                                       | —                                       | —                                       | ✔                                       |
| 11    | Taly Minkov       |       | "House of The Rising Sun"    | —                                       | —                                       | —                                       | —                                       |
| 12    | Célia Lawson      | 43    | "Still Loving You"           | ✔                                       | —                                       | —                                       | ✔                                       |
| 13    | Ricardo Barroso   | 18    | "Mess Is Mine"               | ✔                                       | ✔                                       | ✔                                       | ✔                                       |

### 6.º Episódio (22 de outubro)
| Ordem | Concorrente         | Idade | Canção                    | Escolha dos mentores e dos concorrentes | Escolha dos mentores e dos concorrentes | Escolha dos mentores e dos concorrentes | Escolha dos mentores e dos concorrentes |
| Ordem | Concorrente         | Idade | Canção                    | Mickael                                 | Marisa                                  | Aurea                                   | Anselmo                                 |
| ----- | ------------------- | ----- | ------------------------- | --------------------------------------- | --------------------------------------- | --------------------------------------- | --------------------------------------- |
| 1     | Sara Araújo         | 34    | "Avé Maria"               | —                                       | —                                       | —                                       | —                                       |
| 2     | Kaio Deodato        | 26    | "Thinking Out Loud"       | —                                       | —                                       | —                                       | ✔                                       |
| 3     | Maria Amaral        | 19    | "House of the Rising Sun" | ✔                                       | ✔                                       | ✔                                       | ✔                                       |
| 4     | Carlos Conceição    |       | "Abuela Dile a Mama"      | —                                       | —                                       | —                                       | —                                       |
| 5     | Simão Quintans      | 18    | "Let Me Love You"         | ✔                                       | ✔                                       | ✔                                       | ✔                                       |
| 6     | Maria Luiza Ribeiro | 18    | "Scared to be Lonely"     | ✔                                       | —                                       | —                                       | ✔                                       |
| 7     | Carminho Monteiro   | 21    | "For You"                 | Equipa cheia                            | —                                       | —                                       | —                                       |
| 8     | José Valente        | 17    | "Story of my Life"        | Equipa cheia                            | —                                       | —                                       | ✔                                       |
| 9     | Maria Beatriz Moniz | 23    | "A Thousand Miles"        | Equipa cheia                            | —                                       | —                                       | Equipa cheia                            |
| 10    | Fábio Vilas Boas    | 32    | "Mr. Jones"               | Equipa cheia                            | ✔                                       | —                                       | Equipa cheia                            |
| 11    | Diana Macário       | 20    | "Chuva"                   | Equipa cheia                            | Equipa cheia                            | ✔                                       | Equipa cheia                            |

## As Batalhas
As Batalhas foram emitidas a partir de dia 29 de outubro. Os conselheiros desta edição foram: David Carreira para a Equipa do Mickael, Tiago Pais Dias para a Equipa da Marisa, Carolina Deslandes para a Equipa da Aurea e Anna Joyce para a Equipa do Anselmo. Cada mentor pode salvar um concorrente eliminado da batalha de outra equipa. Pela primeira vez no concurso, existe a Sala de Tudo ou Nada, onde existe uma cadeira correspondente ao concorrente salvo por cada mentor. Este lugar é temporário, ou seja, se o mentor decidir salvar outro concorrente, o primeiro terá de ceder o seu lugar e abandonar a competição. Apenas no final das batalhas se sabe a constituição definitiva das equipas, e os vencedores e os salvos avançam para os Tira-Teimas.
Legenda:
| Episódio                      | Mentor           | Ordem | Vencedor          | Canção                            | Vencido             | Resultado para 'Salvar' | Resultado para 'Salvar' | Resultado para 'Salvar' | Resultado para 'Salvar' |
| Episódio                      | Mentor           | Ordem | Vencedor          | Canção                            | Vencido             | Mickael                 | Marisa                  | Aurea                   | Anselmo                 |
| ----------------------------- | ---------------- | ----- | ----------------- | --------------------------------- | ------------------- | ----------------------- | ----------------------- | ----------------------- | ----------------------- |
| 7.º Episódio (29 de outubro)  | Anselmo Ralph    | 1     | Laura Neves       | "Come What May"                   | Mauro Silva         | —                       | ✔                       | —                       | —                       |
| 7.º Episódio (29 de outubro)  | Aurea            | 2     | Catalina Borozan  | "It's a Man's Man's Man's World"  | Mariana Henriques   | —                       | —                       | —                       | ✔                       |
| 7.º Episódio (29 de outubro)  | Marisa Liz       | 3     | Tiago Nacarato    | "Fix You"                         | Inês Viana          | ✔                       | —                       | ✔                       | —                       |
| 7.º Episódio (29 de outubro)  | Mickael Carreira | 4     | Jéssica Meireles  | "If I Ain't Got You"              | Rosa Silva          | —                       | —                       | —                       | —                       |
| 7.º Episódio (29 de outubro)  | Aurea            | 5     | Bruna Moreira     | "Let It Go"                       | Paulo Gonçalves     | ✔                       | ✔                       | —                       | —                       |
| 7.º Episódio (29 de outubro)  | Anselmo Ralph    | 6     | Kaio Deodato      | "Time After Time"                 | Maria Amaral        | —                       | —                       | ✔                       | —                       |
| 7.º Episódio (29 de outubro)  | Marisa Liz       | 7     | Inês Barroso      | "I Just Want to Make Love to You" | Laura Macedo        | —                       | —                       | —                       | —                       |
| 7.º Episódio (29 de outubro)  | Mickael Carreira | 8     | Fábio Mouzinho    | "Believer"                        | Jorge & Inês        | —                       | —                       | —                       | —                       |
| 7.º Episódio (29 de outubro)  | Aurea            | 9     | Diana Lucas       | "Porto Sentido"                   | Diana Macário       | —                       | ✔                       | —                       | —                       |
|                               |                  |       |                   |                                   |                     |                         |                         |                         |                         |
| 8.º Episódio (5 de novembro)  | Anselmo Ralph    | 1     | Telma Domingues   | "Purple Rain"                     | Célia Lawson        | —                       | —                       | —                       | —                       |
| 8.º Episódio (5 de novembro)  | Aurea            | 2     | Ana Paula Rada    | "Beauty and the Beast"            | Juliana Ignácio     | ✔                       | —                       | —                       | ✔                       |
| 8.º Episódio (5 de novembro)  | Marisa Liz       | 3     | Tomás Adrião      | "Sempre que o amor me quiser"     | Frederico Madeira   | —                       | —                       | ✔                       | —                       |
| 8.º Episódio (5 de novembro)  | Mickael Carreira | 4     | Salomé Caldeira   | "Peito"                           | João Miguel         | —                       | ✔                       | —                       | —                       |
| 8.º Episódio (5 de novembro)  | Anselmo Ralph    | 5     | Marta Pinto       | "I Love Rock 'n Roll"             | Raquel Ribeiro      | —                       | —                       | —                       | —                       |
| 8.º Episódio (5 de novembro)  | Marisa Liz       | 6     | Afonso Teixeira   | "Quero é viver"                   | Fábio Vilas Boas    | —                       | —                       | —                       | —                       |
| 8.º Episódio (5 de novembro)  | Mickael Carreira | 7     | Carolina Martins  | "Love me Like You Do"             | Maria Luiza Ribeiro | —                       | —                       | —                       | —                       |
| 8.º Episódio (5 de novembro)  | Aurea            | 8     | Joaquim Cabral    | "Sign of the Times"               | Simão Quintans      | ✔                       | —                       | —                       | —                       |
| 8.º Episódio (5 de novembro)  | Anselmo Ralph    | 9     | Kátia Moreira     | "Make You Feel My Love"           | Cristiana Santos    | —                       | ✔                       | —                       | —                       |
|                               |                  |       |                   |                                   |                     |                         |                         |                         |                         |
| 9.º Episódio (12 de novembro) | Aurea            | 1     | Pedro Seabra      | "Everything"                      | Marlene Fernandes   | —                       | —                       | —                       | —                       |
| 9.º Episódio (12 de novembro) | Marisa Liz       | 2     | Ricardo Barroso   | "Dancing on My Own"               | Margarida Martins   | —                       | —                       | —                       | —                       |
| 9.º Episódio (12 de novembro) | Mickael Carreira | 3     | Inês Simões       | "Listen"                          | Vanessa Coelho      | —                       | —                       | ✔                       | ✔                       |
| 9.º Episódio (12 de novembro) | Anselmo Ralph    | 4     | José Valente      | "Mountains"                       | Bárbara Caria       | —                       | —                       | —                       | —                       |
| 9.º Episódio (12 de novembro) | Mickael Carreira | 5     | Tiago Silva       | "Numb"                            | Fábio Gouveia       | —                       | —                       | —                       | —                       |
| 9.º Episódio (12 de novembro) | Mickael Carreira | 5     | Diogo Lima        | "Numb"                            | Fábio Gouveia       | —                       | —                       | —                       | —                       |
| 9.º Episódio (12 de novembro) | Marisa Liz       | 6     | Sofia Li          | "The Sound of Silence"            | Margarida Marques   | —                       | —                       | —                       | —                       |
| 9.º Episódio (12 de novembro) | Anselmo Ralph    | 7     | Beatriz Felizardo | "O Amor é Assim"                  | Jorge Batista       | —                       | —                       | —                       | —                       |
| 9.º Episódio (12 de novembro) | Marisa Liz       | 8     | Ricardo Neiva     | "Safe Inside"                     | Filipa Paula        | —                       | —                       | —                       | —                       |
| 9.º Episódio (12 de novembro) | Aurea            | 9     | Cláudia Pascoal   | "Say Something"                   | Salvador Simão      | —                       | —                       | —                       | —                       |

## Tira-Teimas
Legenda:
| 10.º Episódio (19 de novembro) | Aurea            | 1  | Pedro Seabra      | "Fado Loucura"                       | Eliminado |  |  |  |  |
| 10.º Episódio (19 de novembro) | Aurea            | 2  | Catalina Borozan  | "Stop!"                              | Eliminada |  |  |  |  |
| 10.º Episódio (19 de novembro) | Aurea            | 3  | Ana Paula Rada    | "Copacul"                            | Salva     |  |  |  |  |
| 10.º Episódio (19 de novembro) | Aurea            | 4  | Diana Lucas       | "Melhor de Mim"                      | Salva     |  |  |  |  |
| 10.º Episódio (19 de novembro) | Mickael Carreira | 5  | Simão Quintans    | "Crazy in Love"                      | Salvo     |  |  |  |  |
| 10.º Episódio (19 de novembro) | Mickael Carreira | 6  | Tiago Silva       | "Human"                              | Eliminado |  |  |  |  |
| 10.º Episódio (19 de novembro) | Mickael Carreira | 7  | Jéssica Meireles  | "Eu Sei Que Vou te Amar"             | Eliminada |  |  |  |  |
| 10.º Episódio (19 de novembro) | Mickael Carreira | 8  | Fábio Mouzinho    | "Runnin' (Lose It All)"              | Salvo     |  |  |  |  |
| 10.º Episódio (19 de novembro) | Anselmo Ralph    | 9  | Marta Pinto       | "Helium"                             | Salva     |  |  |  |  |
| 10.º Episódio (19 de novembro) | Anselmo Ralph    | 10 | Beatriz Felizardo | "Fala-me da Mulher Sozinha"          | Eliminada |  |  |  |  |
| 10.º Episódio (19 de novembro) | Anselmo Ralph    | 11 | José Valente      | "When I Was Your Man"                | Eliminado |  |  |  |  |
| 10.º Episódio (19 de novembro) | Anselmo Ralph    | 12 | Vanessa Coelho    | "And I Am Telling You I'm Not Going" | Salva     |  |  |  |  |
| 10.º Episódio (19 de novembro) | Marisa Liz       | 13 | Inês Barroso      | "Big Spender"                        | Eliminada |  |  |  |  |
| 10.º Episódio (19 de novembro) | Marisa Liz       | 14 | Cristiana Santos  | "Right To Be Wrong"                  | Eliminada |  |  |  |  |
| 10.º Episódio (19 de novembro) | Marisa Liz       | 15 | Tomás Adrião      | "E Depois do Adeus"                  | Salvo     |  |  |  |  |
| 10.º Episódio (19 de novembro) | Marisa Liz       | 16 | Tiago Nacarato    | "Oceano"                             | Salvo     |  |  |  |  |
|                                |                  |    |                   |                                      |           |  |  |  |  |
| 11.º Episódio (26 de novembro) | Anselmo Ralph    | 1  | Laura Neves       | "Who Wants to Live Forever"          | Eliminada |  |  |  |  |
| 11.º Episódio (26 de novembro) | Anselmo Ralph    | 2  | Kaio Deodato      | "All of Me"                          | Eliminado |  |  |  |  |
| 11.º Episódio (26 de novembro) | Anselmo Ralph    | 3  | Telma Domingues   | "The House of the Rising Sun"        | Salva     |  |  |  |  |
| 11.º Episódio (26 de novembro) | Anselmo Ralph    | 4  | Kátia Moreira     | "Can't Help Falling in Love"         | Salva     |  |  |  |  |
| 11.º Episódio (26 de novembro) | Marisa Liz       | 5  | Afonso Teixeira   | "I Won't Give Up"                    | Eliminado |  |  |  |  |
| 11.º Episódio (26 de novembro) | Marisa Liz       | 6  | Ricardo Neiva     | "Grace Kelly"                        | Salvo     |  |  |  |  |
| 11.º Episódio (26 de novembro) | Marisa Liz       | 7  | Sofia Li          | "Amar pelos Dois"                    | Eliminada |  |  |  |  |
| 11.º Episódio (26 de novembro) | Marisa Liz       | 8  | Ricardo Barroso   | "Hallelujah"                         | Salvo     |  |  |  |  |
| 11.º Episódio (26 de novembro) | Mickael Carreira | 9  | Salomé Caldeira   | "We Found Love"                      | Salva     |  |  |  |  |
| 11.º Episódio (26 de novembro) | Mickael Carreira | 10 | Diogo Lima        | "Billie Jean"                        | Eliminado |  |  |  |  |
| 11.º Episódio (26 de novembro) | Mickael Carreira | 11 | Carolina Martins  | "Jealous"                            | Eliminada |  |  |  |  |
| 11.º Episódio (26 de novembro) | Mickael Carreira | 12 | Inês Simões       | "Rise Up"                            | Salva     |  |  |  |  |
| 11.º Episódio (26 de novembro) | Aurea            | 13 | Joaquim Cabral    | "Imagine"                            | Salva     |  |  |  |  |
| 11.º Episódio (26 de novembro) | Aurea            | 14 | Bruna Moreira     | "One and Only"                       | Eliminada |  |  |  |  |
| 11.º Episódio (26 de novembro) | Aurea            | 15 | Frederico Madeira | "Roxanne"                            | Eliminado |  |  |  |  |
| 11.º Episódio (26 de novembro) | Aurea            | 16 | Cláudia Pascoal   | "Fever"/ "Toxic"                     | Salva     |  |  |  |  |

## Galas ao Vivo
Legenda:

### 12.º Episódio: Top 16 (3 de dezembro)
- Por impossibilidade de estar presente na gala, Marisa Liz foi substituída pelo marido, também membro da banda Amor Electro, Tiago Pais Dias. No 13.° episódio, Marisa escolheu qual dos concorrentes menos votados salvaria: Ricardo Barroso ou Ricardo Neiva.

| Mentor           | Ordem | Concorrente     | Canção                            | Resultado          |
| ---------------- | ----- | --------------- | --------------------------------- | ------------------ |
| Aurea            | 1     | Diana Lucas     | "Eu Não Sei Quem Te Perdeu"       | Eliminada          |
| Aurea            | 2     | Ana Paula Rada  | "Nella Fantasia"                  | Salva pelo público |
| Aurea            | 3     | Joaquim Cabral  | "Your Song"                       | Salvo pela Aurea   |
| Aurea            | 4     | Cláudia Pascoal | "Can't Help Falling in Love"      | Salva pelo público |
| Mickael Carreira | 5     | Simão Quintans  | "Stitches"                        | Salvo pelo público |
| Mickael Carreira | 6     | Salomé Caldeira | "From This Moment On"             | Eliminada          |
| Mickael Carreira | 7     | Fábio Mouzinho  | "Love on the Brain"               | Salvo pelo Mickael |
| Mickael Carreira | 8     | Inês Simões     | "Hero"                            | Salva pelo público |
| Anselmo Ralph    | 9     | Marta Pinto     | "Don't Rain on My Parade"         | Salva pelo Anselmo |
| Anselmo Ralph    | 10    | Kátia Moreira   | "Don't Let the Sun Go Down on Me" | Salva pelo público |
| Anselmo Ralph    | 11    | Telma Domingues | "Crazy"                           | Salva pelo público |
| Anselmo Ralph    | 12    | Vanessa Coelho  | "The Voice Within"                | Eliminada          |
| Marisa Liz       | 13    | Tiago Nacarato  | "Não Queiras Saber de Mim"        | Salvo pelo público |
| Marisa Liz       | 14    | Ricardo Neiva   | "When You Believe"                | Eliminado          |
| Marisa Liz       | 15    | Ricardo Barroso | "Wicked Game"                     | Salvo pela Marisa  |
| Marisa Liz       | 16    | Tomás Adrião    | "A Gaivota"                       | Salvo pelo público |

### 13.º Episódio: Top 12 (10 de dezembro)
- No início da gala, Marisa decidiu qual dos concorrentes da sua equipa menos votados pelo público na gala anterior iria continuar no programa. Assim, Ricardo Neiva não atuou, mas a canção que ensaiou durante a semana para apresentar foi "Silêncio e Tanta Gente".

| Mentor           | Ordem | Concorrente     | Canção                           | Resultado          |
| ---------------- | ----- | --------------- | -------------------------------- | ------------------ |
| Mickael Carreira | 1     | Simão Quintans  | "Perfect"                        | Eliminado          |
| Mickael Carreira | 2     | Fábio Mouzinho  | "Espera"                         | Salvo pelo público |
| Mickael Carreira | 3     | Inês Simões     | "A Moment Like This"             | Salva pelo Mickael |
| Aurea            | 4     | Ana Paula       | "(Where Do I Begin?) Love Story" | Salva pelo público |
| Aurea            | 5     | Joaquim Cabral  | "Seven Nation Army"              | Eliminado          |
| Aurea            | 6     | Cláudia Pascoal | "To Build a Home"                | Salva pela Aurea   |
| Anselmo Ralph    | 7     | Kátia Moreira   | "Angel"                          | Salva pelo público |
| Anselmo Ralph    | 8     | Telma Domingues | "The Power of Love"              | Eliminada          |
| Anselmo Ralph    | 9     | Marta Pinto     | "The Climb"                      | Salva pelo Anselmo |
| Marisa Liz       | 10    | Tomás Adrião    | "Sol de Inverno"                 | Salvo pelo público |
| Marisa Liz       | 11    | Tiago Nacarato  | "Diz que Fui Por Aí"             | Salvo pela Marisa  |
| Marisa Liz       | 12    | Ricardo Barroso | "Karma Police"                   | Eliminado          |

Outras atuações
| Ordem | Artista(s)    | Canção          |
| ----- | ------------- | --------------- |
| 1     | Pablo Alborán | "No Vaya a Ser" |

### 14.º Episódio: Top 8 (17 de dezembro)
| Mentor           | Ordem | Concorrente     | Canção                      | Pontos   | Pontos  | Pontos | Resultado |
| Mentor           | Ordem | Concorrente     | Canção                      | Mentores | Público | Total  | Resultado |
| ---------------- | ----- | --------------- | --------------------------- | -------- | ------- | ------ | --------- |
| Anselmo Ralph    | 1     | Kátia Moreira   | "The Show Must Go On"       | 26       | 29      | 55     | Salva     |
| Anselmo Ralph    | 2     | Marta Pinto     | "What About Us"             | 24       | 21      | 45     | Eliminada |
| Mickael Carreira | 3     | Fábio Mouzinho  | "Too Good at Goodbyes"      | 24       | 20      | 44     | Eliminado |
| Mickael Carreira | 4     | Inês Simões     | "Chandelier"                | 26       | 30      | 56     | Salva     |
| Marisa Liz       | 5     | Tiago Nacarato  | "No Rancho Fundo"           | 20       | 14      | 34     | Eliminado |
| Marisa Liz       | 6     | Tomás Adrião    | "Povo Que Lavas No Rio"     | 30       | 36      | 66     | Salvo     |
| Aurea            | 7     | Cláudia Pascoal | "The Blower's Daughter"     | 30       | 19      | 49     | Eliminada |
| Aurea            | 8     | Ana Paula       | "When You Wish Upon a Star" | 20       | 31      | 51     | Salva     |

Outras atuações
| Ordem | Artista(s)                                                      | Canção         |
| ----- | --------------------------------------------------------------- | -------------- |
| 1     | Fernando Daniel                                                 | "Espera"       |
| 2     | D.A.M.A & Equipa Anselmo (Kátia Moreira & Marta Pinto)          | "Oquelávai"    |
| 3     | João Pedro Pais & Equipa Mickael (Fábio Mouzinho & Inês Simões) | "Mentira"      |
| 4     | Sara Tavares & Equipa Marisa (Tiago Nacarato & Tomás Adrião)    | "Ponto de Luz" |
| 5     | Carolina Deslandes & Equipa Aurea (Ana Paula & Cláudia Pascoal) | "A Vida Toda"  |

### 15.º Episódio: Final (23 de dezembro)
| Mentor           | Concorrente    | Ordem | Canção              | Ordem       | Canção (interpretada anteriormente no programa) | Ordem       | Canção (com Mentores)                    | Resultado |  |
| ---------------- | -------------- | ----- | ------------------- | ----------- | ----------------------------------------------- | ----------- | ---------------------------------------- | --------- |  |
| Aurea            | Ana Paula Rada | 5     | "Canção do Mar"     | 1           | "O Mio Babbino Caro"                            | 9           | "Hallelujah"                             | Top 2     |  |
| Mickael Carreira | Inês Simões    | 2     | "One Night Only"    | 10          | "I Have Nothing"                                | 6           | "Felices los 4"                          | 4.º Lugar |  |
| Anselmo Ralph    | Kátia Moreira  | 11    | "My Way"            | 7           | "Can't Help Falling In Love"                    | 3           | "Have Yourself a Merry Little Christmas" | 3.º Lugar |  |
| Marisa Liz       | Tomás Adrião   | 8     | "Cavaleiro Andante" | 4           | "E Depois do Adeus"                             | 12          | "Circo de Feras"                         | Top 2     |  |
|                  |                |       |                     |             |                                                 |             |                                          |           |  |
| Duelo Final      |                |       |                     |             |                                                 |             |                                          |           |  |
| Aurea            | Ana Paula Rada | 1     | "Copacul"           | "Copacul"   | "Copacul"                                       | "Copacul"   | "Copacul"                                | 2.º Lugar |  |
| Marisa Liz       | Tomás Adrião   | 2     | "A Gaivota"         | "A Gaivota" | "A Gaivota"                                     | "A Gaivota" | "A Gaivota"                              | Vencedor  |  |

Outras atuações
| Ordem | Artista(s)                         | Canção                                           |
| ----- | ---------------------------------- | ------------------------------------------------ |
| 1     | Top 4                              | "Last Christmas"/"Santa Claus Is Coming to Town" |
| 2     | Raquel Tavares e Frederico Madeira | "Como é Grande o Meu Amor Por Você"              |
| 3     | Amor Electro                       | "Procura Por Mim"                                |

## Resultados das Galas

### Todos
Informação dos concorrentes
| Artista da Equipa Mickael Artista da Equipa Marisa | Artista da Equipa Aurea Artista da Equipa Anselmo |

Detalhes dos resultados
| Vencedor(a) Segundo Lugar Terceiro Lugar Quarto Lugar | Artista avançou para a final com maior número de pontos Artista foi salvo(a) pelo público Artista foi salvo(a) pelo(a) mentor(a) Artista foi eliminado(a) |

| Concorrente | Concorrente     | Semana 1  | Semana 2              | Semana 3              | Final                 |
| ----------- | --------------- | --------- | --------------------- | --------------------- | --------------------- |
|             | Tomás Adrião    | Salvo     | Salvo                 | Salvo                 | Vencedor              |
|             | Ana Paula Rada  | Salva     | Salva                 | Salva                 | 2.º Lugar             |
|             | Kátia Moreira   | Salva     | Salva                 | Salva                 | 3.º Lugar             |
|             | Inês Simões     | Salva     | Salva                 | Salva                 | 4.º Lugar             |
|             | Cláudia Pascoal | Salva     | Salva                 | Eliminada             | Eliminados (Semana 3) |
|             | Fábio Mouzinho  | Salvo     | Salvo                 | Eliminado             | Eliminados (Semana 3) |
|             | Marta Pinto     | Salva     | Salva                 | Eliminada             | Eliminados (Semana 3) |
|             | Tiago Nacarato  | Salvo     | Salvo                 | Eliminado             | Eliminados (Semana 3) |
|             | Joaquim Cabral  | Salvo     | Eliminado             | Eliminados (Semana 2) | Eliminados (Semana 2) |
|             | Ricardo Barroso | Salva     | Eliminado             | Eliminados (Semana 2) | Eliminados (Semana 2) |
|             | Simão Quintans  | Salvo     | Eliminado             | Eliminados (Semana 2) | Eliminados (Semana 2) |
|             | Telma Domingues | Salva     | Eliminada             | Eliminados (Semana 2) | Eliminados (Semana 2) |
|             | Diana Lucas     | Eliminada | Eliminados (Semana 1) | Eliminados (Semana 1) | Eliminados (Semana 1) |
|             | Ricardo Neiva   | Eliminado | Eliminados (Semana 1) | Eliminados (Semana 1) | Eliminados (Semana 1) |
|             | Salomé Caldeira | Eliminada | Eliminados (Semana 1) | Eliminados (Semana 1) | Eliminados (Semana 1) |
|             | Vanessa Coelho  | Eliminada | Eliminados (Semana 1) | Eliminados (Semana 1) | Eliminados (Semana 1) |

### Por equipas
Informação dos concorrentes
| Artista da Equipa Mickael Artista da Equipa Marisa | Artista da Equipa Aurea Artista da Equipa Anselmo |

Detalhes dos resultados
| Vencedor(a) Segundo Lugar Terceiro Lugar | Quarto Lugar Artista foi eliminado(a) |

| Concorrente | Concorrente     | Semana 1  | Semana 2  | Semana 3  | Final     |
| ----------- | --------------- | --------- | --------- | --------- | --------- |
|             | Inês Simões     | Salva     | Salva     | Salva     | 4.º Lugar |
|             | Fábio Mouzinho  | Salvo     | Salvo     | Eliminado |           |
|             | Simão Quintans  | Salvo     | Eliminado |           |           |
|             | Salomé Caldeira | Eliminada |           |           |           |
|             |                 |           |           |           |           |
|             | Tomás Adrião    | Salvo     | Salvo     | Salvo     | Vencedor  |
|             | Tiago Nacarato  | Salvo     | Salvo     | Eliminado |           |
|             | Ricardo Barroso | Salvo     | Eliminado |           |           |
|             | Ricardo Neiva   | Eliminado |           |           |           |
|             |                 |           |           |           |           |
|             | Ana Paula Rada  | Salva     | Salva     | Salva     | 2.º Lugar |
|             | Cláudia Pascoal | Salva     | Salva     | Eliminada |           |
|             | Joaquim Cabral  | Salvo     | Eliminado |           |           |
|             | Diana Lucas     | Eliminada |           |           |           |
|             |                 |           |           |           |           |
|             | Kátia Moreira   | Salva     | Salva     | Salva     | 3.º Lugar |
|             | Marta Pinto     | Salva     | Salva     | Eliminada |           |
|             | Telma Domingues | Salva     | Eliminada |           |           |
|             | Vanessa Coelho  | Eliminada |           |           |           |

## Concorrentes que apareceram em outros programas ou edições
- Salomé Caldeira participou na 3.ª edição de Ídolos, sendo eliminada na última fase antes das Galas ao Vivo. Mais tarde, em 2011, fez parte da Equipa Paulo na 1.ª edição do The Voice Portugal (sob o nome A Voz de Portugal). Ficou no Top 6 da sua equipa.
- Carolina Martins participou no The Voice Kids, fazendo parte da Equipa Anselmo. Chegou à fase de Galas.
- Diana Lucas participou no Ídolos em 2003, aquando da sua 1.ª edição. Não conseguiu acesso às Galas, ficando no Top 20.
- Kátia Moreira foi vencedora de Popstars em 2001, integrando deste modo o grupo NonStop.
- Cláudia Pascoal participou na 6.ª edição de Ídolos, sendo eliminada na Fase do Teatro.
- Juliana Ignácio fez parte da Equipa Daniela no The Voice Kids, chegando à fase de Galas.
- Beatriz Felizardo ficou nos 7 primeiros classificados da 3.ª edição de Uma Canção para Ti. Também Fábio Mouzinho participou em Uma Canção para Ti.
- Célia Lawson foi, em 1995, concorrente de Chuva de Estrelas, chegando à final com a sua imitação de Oleta Adams.
- Simão Quintans fez parte da Equipa Aurea na 3.ª edição do The Voice Portugal. Foi eliminado na fase de Batalhas.

## Audiências
Legenda:
     — Audiência mais elevada da temporada
     — Audiência mais baixa da temporada
| Episódio | Episódio               | Transmissão original    | Horário        | Espetadores | Rating | Share | Posição (no Dia) |
| -------- | ---------------------- | ----------------------- | -------------- | ----------- | ------ | ----- | ---------------- |
| 1        | Provas Cegas, Parte 1  | 10 de setembro de 2017  | Domingo, 21h10 | 1 054 500   | 11,1%  | 24%   | #2               |
| 2        | Provas Cegas, Parte 2  | 17 de setembro de 2017  | Domingo, 21h10 | 978 500     | 10,3%  | 22,3% | #3               |
| 3        | Provas Cegas, Parte 3  | 24 de setembro de 2017  | Domingo, 21h10 | 788 500     | 8,3%   | 17,2% | #7               |
| 4        | Provas Cegas, Parte 4  | 08 de outubro de 2017   | Domingo, 21h10 | 969 000     | 10,2%  | 22,8% | #3               |
| 5        | Provas Cegas, Parte 5  | 15 de outubro de 2017   | Domingo, 21h10 | 959 500     | 10,1%  | 22,6% | #3               |
| 6        | Provas Cegas, Parte 6  | 22 de outubro de 2017   | Domingo, 21h10 | 978 200     | 10,1%  | 21,5% |                  |
| 7        | Batalhas, Parte 1      | 29 de outubro de 2017   | Domingo, 21h10 |             |        |       |                  |
| 8        | Batalhas, Parte 2      | 05 de novembro de 2017  | Domingo, 21h10 |             |        |       |                  |
| 9        | Batalhas, Parte 3      | 12 de novembro de 2017  | Domingo, 21h10 |             |        |       |                  |
| 10       | Tira-Teimas, Parte 1   | 19 de novembro de 2017  | Domingo, 21h10 |             |        |       |                  |
| 11       | Tira-Teimas, Parte 2   | 26 de novembro de 2017  | Domingo, 21h10 |             |        |       |                  |
| 12       | Galas ao Vivo, Parte 1 | 03 de dezembro de 2017  | Domingo, 21h10 |             |        |       |                  |
| 13       | Galas ao Vivo, Parte 2 | 10 de dezembro de 2017  | Domingo, 21h10 |             |        |       |                  |
| 14       | A Semifinal            | 17 de dezembro de 2017  | Domingo, 21h10 |             |        |       |                  |
| 15       | Final                  | 23 de dezembro de 2017* | Domingo, 21h10 |             |        |       |                  |

* Foi transmitido ao sábado às 21h por no dia seguinte ser véspera de Natal.